# ویروس هپاتیت بی
ویروس هپاتیت بی (به انگلیسی: Hepatitis B virus) با علامت اختصاری "HBV" ویروسی است از گروه هفتم طبقه بندی بالتیمور (dsDNA-RT) که عامل بیماری هپاتیت بی است.

## طبقه بندی
این ویروس هرچند دارای ژنوم دی‌ان‌ای دورشته‌ای حلقوی (cccDNA) است ولی چون همانندسازی ژنوم آن از طریق آران‌ای پیام‌رسان (mRNA) انجام میگیرد (نه دی‌ان‌ای-پلی‌مراز ) لذا در گروه دی‌ان‌ای ویروس‌ها قرار ندارند بلکه از گروه هفتم (Group VII: Double-stranded DNA viruses that replicate through a single-stranded RNA intermediate) می‌باشد.

## بیماریزایی
آلودگی به این ویروس در انسان میتواند موجب ابتلا به هپاتیت بی ، سیروز ، کارسینوم سلولهای کبدی و احتمالاً سرطان لوزالمعده شود. انتقال ویروس از طریق خون ، آمیزش جنسی و از مادر به جنین می‌باشد.